# Сюдемка (Лодзинське воєводство)
Сюдемка (пол. Siódemka) — село в Польщі, у гміні Каменськ Радомщанського повіту Лодзинського воєводства.
Населення — 34 особи (2011).
У 1975-1998 роках село належало до Пйотрковського воєводства.

## Демографія
Демографічна структура станом на 31 березня 2011 року:
|          | Загалом | Допрацездатний вік | Працездатний вік | Постпрацездатний вік |
| -------- | ------- | ------------------ | ---------------- | -------------------- |
| Чоловіки | 18      | 4                  | 12               | 2                    |
| Жінки    | 16      | 4                  | 6                | 6                    |
| Разом    | 34      | 8                  | 18               | 8                    |